# NK Dubrava
O NK Dubrava Tim Kabel é um clube de futebol croata localizado na cidade de Zagreb. O maior sucesso do clube foi disputar a primeira divisão ou 1. HNL na temporada 1993-94. Disputa atualmente a segunda divisão nacional. O clube leva esse nome pela combinação dos nomes do bairro Dubrava na zona leste de Zagreb onde se localiza e de seu patrocinador, a Tim Kabel, fabricante de fios e cabos.

## História
O clube foi fundado em 1945 por membros dos clubes de futebol HAŠK, Građanska e Concordija, jogando inteiramente nas ligas mais baixas e passando por uma série de mudanças de nome.
Em 1992, o NK Dubrava recebeu a seleção nacional albanesa na que era apenas o segundo jogo de uma seleção na Croácia. O jogo terminou 0-0.
Depois de vencer o título da segunda divisão de 1992, o NK Dubrava disputou a Prva HNL de 1993–94, a primeira divisão do futebol croata, mas foi rebaixado após terminar em 17º das 18 equipes. Eles conseguiram derrotar o Dínamo Zagreb por 1-0. O clube foi liderado pelo futuro técnico da seleção croata Ante Čačić até 1993.
Em 2013, o Dubrava reorganizou seu conselho de administração. Eles são conhecidos por seus programas para jovens e organizam um torneio para jovens todos os anos.